# Piłka nożna w Polsce (2011/2012)

## Piłka nożna w Polsce- sezon2011/2012
| Nazwa                                             | Drużyna                                                             |
| ------------------------------------------------- | ------------------------------------------------------------------- |
| Mistrz Polski                                     | Śląsk Wrocław                                                       |
| Wicemistrz Polski                                 | Ruch Chorzów                                                        |
| Zdobywca Pucharu Polski                           | Legia Warszawa                                                      |
| Zdobywca Superpucharu Polski                      | Śląsk Wrocław                                                       |
| Spadek z Ekstraklasy                              | Cracovia, ŁKS Łódź                                                  |
| Mistrz w I lidze                                  | Piast Gliwice                                                       |
| Awans do Ekstraklasy                              | Pogoń Szczecin, Piast Gliwice                                       |
| Spadek z I ligi                                   | Wisła Płock, KS Polkowice, Olimpia Elbląg                           |
| Mistrz w II lidze zachodniej                      | Miedź Legnica                                                       |
| Awans do I ligi                                   | Miedź Legnica, GKS Tychy                                            |
| Spadek z II ligi zachodniej                       | Nielba Wągrowiec, Bałtyk Gdynia                                     |
| Mistrz w II lidze wschodniej                      | Okocimski KS Brzesko                                                |
| Awans do I ligi                                   | Okocimski KS Brzesko, Stomil Olsztyn                                |
| Spadek z II ligi wschodniej                       | Jeziorak Iława, KSZO Ostrowiec Świętokrzyski                        |
| Mistrz III ligi,gr.lubelsko-podkarpacka           | Siarka Tarnobrzeg                                                   |
| Awans do II ligi wschodniej                       | Siarka Tarnobrzeg                                                   |
| Spadek do Ligi okręgowej                          | brak spadkowicza                                                    |
| Mistrz III ligi,gr.łódzko-mazowiecka              | Radomiak Radom                                                      |
| Awans do II ligi wschodniej                       | Radomiak Radom                                                      |
| Spadek do Ligi okręgowej                          | Narew Ostrołęka                                                     |
| Mistrz III ligi,gr.małopolsko-świętokrzyska       | Unia Tarnów                                                         |
| Awans do II ligi wschodniej                       | Unia Tarnów                                                         |
| Spadek do Ligi okręgowej                          | Orlicz Suchedniów, Górnik Wieliczka, Naprzód Jędrzejów              |
| Mistrz III ligi,gr.podlasko-warmińsko-mazurska    | Start Działdowo                                                     |
| Awans do II ligi wschodniej                       | Start Działdowo                                                     |
| Spadek do Ligi okręgowej                          | Orzeł Kolno, Pogoń Łapy, Zatoka Braniewo, Czarni Olecko             |
| Mistrz III ligi,gr.dolnośląsko-lubuska            | MKS Oława                                                           |
| Awans do II ligi zachodniej                       | MKS Oława                                                           |
| Spadek do Ligi okręgowej                          | Arka Nowa Sól, Celuloza Kostrzyn nad Odrą                           |
| Mistrz III ligi,gr.kujawsko-pomorsko-wielkopolska | Lech Rypin                                                          |
| Awans do II ligi zachodniej                       | Lech Rypin                                                          |
| Spadek do Ligi okręgowej                          | Unia Janikowo, Sparta Brodnica, Victoria Koronowo, Chemik Bydgoszcz |
| Mistrz III ligi,gr.opolsko-śląska                 | Rozwój Katowice                                                     |
| Awans do II ligi zachodniej                       | Rozwój Katowice                                                     |
| Spadek do Ligi okręgowej                          | Victoria Częstochowa, TOR Dobrzeń Wielki                            |
| Mistrz III ligi,gr.pomorsko-zachodniopomorska     | Gryf Wejherowo                                                      |
| Awans do II ligi zachodniej                       | Gryf Wejherowo                                                      |
| Spadek do Ligi okręgowej                          | Bałtyk Koszalin, Kaszubia Kościerzyna, Gryf 2009 Tczew              |
| Start w eliminacjach Ligi Mistrzów                | Śląsk Wrocław                                                       |
| Start w Lidze Europejskiej                        | Ruch Chorzów, Legia Warszawa, Lech Poznań                           |
| Zwycięzca Młodej Ekstraklasy                      | Legia Warszawa                                                      |